# 키주와트나
키주와트나(Kizzuwatna) 또는 키주와드나는 기원전 제2천년기의 고대왕국이었다. 그것은 현대 튀르키예의 이스켄데룬만 근처의 동남아나톨리아 지역의 고지대에 위치하였다. 그것은 토로스산맥과 케이한강을 포함하였다. 왕국의 중심은 쿰마니였으며 고원에 위치한다. 후대에 같은 영역이 킬리키아로 알려져 있다.
나라는 토로스산맥의 은광과 같은 귀중한 자원을 소유하였다. 산맥의 경사는 아직 부분적으로 숲으로 덮여 있다. 해마다 겨울 비가 지역에 이른 시기에 농업을 가능케 하였다. 케이한 강의 낮은 유역의 평야는 부유한 경작지대를 제공하였다.

## 역사
기원전 2300년경 아카드의 사르곤은 타우루스 산맥(은산)에까지 도달하였다고 주장하였다. 그러나 고고학은 이 영역에 점토판 문자를 제외한 어떠한 영향도 확인하지 못하였다. 아시리아에서 카룸으로의 아나톨리아 고지대의 교역 통로는 키주와트나를 통과하였다.
기원전 두 번째 천년에 키주와트나의 왕은 북쪽의 히타이트와 잦은 접촉을 하였다. 최초의 히타이트 기록은 키주와트나와 아르자와를 합쳐서 루위아 라고 불렀다.
히타이트와 미탄니 사이에 발생한 권력 다툼에서 키주와트나는 그 위치 상 전략적으로 중요해졌다.
이쉬푸타슈는 히타이트 왕 텔레피누와 조약을 맺었다. 후에 키주와트나는 새로운 재배 왕조로 충성을 이동시킨다. 남쪽의 도시국가 아랄라크가 새로운 지도자 이드리미 아래에서 스스로를 미탄니 바라타르나 왕의 속국으로 팽창하였다. 키주와트나의 왕 필리야는 이드리미와 조약을 체결하여야 하였다.
키주와트나는 슈나슈라 1세의 치세부터 미탄니의 동맹이 되었다. 히타이트 왕 아르누완다 1세가 나라를 확장하고 키주와트나를 속국으로 만들 때까지였다.
키주와트나는 수필룰리우마 1세의 치세에 반란한다. 그러나 2백년 이상 히타이트 제국 내에 남았다. 유명한 카데시 전투(1291 BC)에서 키주와트나는 히타이트 왕에게 군대를 제공하였다.
히타이트 제국의 함락 후 타발, 쿰무후 그리고 큐 와 같은 약간의 비주류 신 히타이트 왕국이 영역내에서 부상하였다.

## 키주와트나의 왕
- 파리야와트리(Pariyawatri)
- 이스푸타수(Isputahsu / Išputahšu†) - 하티의 텔레피누(c.1500 BC)와 동시대 인
- 파다티수(Paddatisu / Paddatišu)
- 피리야(Pilliya)	- 알랄락의 이드리미(c.1460 BC)와 동시대인
- 시우나수라 1세(S(y)unassura / Šunaššura) I
- 탈주(Talzu)-
- 시우나수라 1세(S(y)unassura / Šunaššura II) - 투드할리야 2세(c.1400 BC)와 동시대인

## 같이 보기
- 킬리키아